# Le Fils retrouvé
Pour plus de détails, voir Fiche technique et Distribution.
Le Fils retrouvé (When Andrew Came Home) est un téléfilm américain réalisé par Artie Mandelberg, diffusé le 30 octobre 2000 sur Lifetime.

## Synopsis
Lorsque son fils Andrew, kidnappé par son ex-mari il y a cinq ans, est de retour auprès d'elle, Gail pense que ses prières ont été exaucées. Elle est loin de se douter du traumatisme enduré par Andrew. Rapidement, le jeune enfant de 10 ans montre des troubles du comportement. Gail décide alors de tout mettre en œuvre pour lui apprendre à aimer à nouveau.

## Fiche technique
- Réalisateur : Artie Mandelberg
- Année de production : 2000
- Durée : 88 minutes
- Format : 1,78:1, couleur
- Son : stéréo
- Dates de premières diffusions :
  -  États-Unis : 30 octobre 2000
  -  France : 2 aout 2004 sur TF1
- Interdit aux moins de 10 ans

## Distribution
- Park Overall (en) : Gail
- Jason Beghe : Eddie, le mari de Gail
- Seth Adkins: Andrew
- Carl Marotte: Ted, ex-mari de Gail
- Patricia Zentilli : Pattie, la petite amie de Ted
- Shannon Lawson : Deena Drake
- Carl Marotte : Ted
- Patrick Chilvers : Officier Reston
- Jeff Clarke : Mr. Kemper
- Stan Coles : Dr. Burton
- Eve Crawford : Janet Hilgarde
- Jean Daigle : Officier Pearl
- Shane Daly : Policier
- Jake Goldsbie : Carl Rudnick
- Bruce Gray : Dr. Matthews
- Evan Laszlo : Jeune Andrew
- Joanne Reece : Officier Warner
- Kim Roberts : Margaret Granger
- Rhona Shekter : Mrs. Rudnick